# Angel Reese
Angel Reese (Randallstown, 6 maggio 2002) è una cestista statunitense, professionista nella WNBA con le Chicago Sky.

## Carriera

### College

#### Maryland Terrapins
Nata nel Maryland, nonostante le numerose offerte di altre università, Reese ha scelto le Maryland Terrapins dell'Università del Maryland di College Park.
Ha cominciato la sua prima stagione da ala titolare ma un infortunio al piede destro rimediato a dicembre la ha tenuta fuori dal campo per due mesi. Rientrata a febbraio, ha terminato la stagione da riserva, contribuendo alla vittoria della Big Ten Conference.
Reese è tornata nel quintetto titolare di Maryland per la sua stagione da sophomore. Ha guidato la sua squadra alle Sweet Sixteen del torneo NCAA Division I 2022, perse contro la 1ª testa di serie Stanford. Il 5 aprile ha annunciato di volersi trasferire, entrando nel transfer portal della NCAA. Ha preso in considerazione le offerte di Louisiana State, South Carolina e Tennessee.

#### LSU Tigers
Il 6 maggio 2022 ha annunciato il suo trasferimento a LSU per giocare con le Tigers di Kim Mulkey. Dopo aver portato la sua squadra alle Final Four del torneo NCAA 2023, Reese è stata decisiva nella vittoria in semifinale contro Virginia Tech, segnando 24 punti e catturando 12 rimbalzi. In finale, Reese ha registrato 15 punti, 10 rimbalzi e 5 assist, stabilendo un record NCAA con la sua 34ª doppia doppia stagionale e sconfiggendo le Iowa Hawkeyes di Caitlin Clark. È stata nominata Most Outstanding Player della competizione.
Nella sua stagione da senior Reese è stata nominata Player of the Year della Southeastern Conference, perdendo la finale del torneo contro le South Carolina Gamecocks. Al torneo NCAA 2024, Reese ha guidato LSU alle Elite Eight, la partita decisiva per accedere alle Final Four, e, nonostante i suoi 17 punti e 20 rimbalzi, ha perso contro le Iowa Hawkeyes.

### WNBA
Al draft WNBA 2024 è stata selezionata con la settima scelta dalle Chicago Sky.

## Statistiche

### NCAA
| Anno       | Squadra            | PG  | PT  | MP   | TC%  | 3P%  | TL%  | RP   | AP  | PRP | SP  | PP   |
| ---------- | ------------------ | --- | --- | ---- | ---- | ---- | ---- | ---- | --- | --- | --- | ---- |
| 2020-2021  | Maryland Terrapins | 15  | 4   | 15,1 | 46,7 | 16,7 | 67,1 | 6,0  | 1,1 | 0,6 | 1,3 | 10,0 |
| 2021-2022  | Maryland Terrapins | 32  | 31  | 25,9 | 50,0 | 18,2 | 68,3 | 10,6 | 1,5 | 1,7 | 1,1 | 17,8 |
| 2022-2023† | LSU Lady Tigers    | 36  | 36  | 33,6 | 52,5 | 16,7 | 70,8 | 15,4 | 2,3 | 1,8 | 1,6 | 23,0 |
| 2023-2024  | LSU Lady Tigers    | 33  | 33  | 31,4 | 47,1 | 11,1 | 72,6 | 13,4 | 2,3 | 1,9 | 1,0 | 18,6 |
| Carriera   | Carriera           | 116 | 104 | 28,5 | 49,8 | 15,6 | 70,4 | 12,3 | 1,9 | 1,6 | 1,2 | 18,6 |

### WNBA

#### Regular Season
| Anno     | Squadra     | PG | PT | MP   | TC%  | 3P%  | TL%  | RP   | AP  | PRP | SP  | PP   |
| -------- | ----------- | -- | -- | ---- | ---- | ---- | ---- | ---- | --- | --- | --- | ---- |
| 2024     | Chicago Sky | 34 | 34 | 32,5 | 39,1 | 18,8 | 73,6 | 13,1 | 1,9 | 1,3 | 0,5 | 13,6 |
| Carriera | Carriera    | 34 | 34 | 32,5 | 39,1 | 18,8 | 73,6 | 13,1 | 1,9 | 1,3 | 0,5 | 13,6 |

## Palmarès

### Club

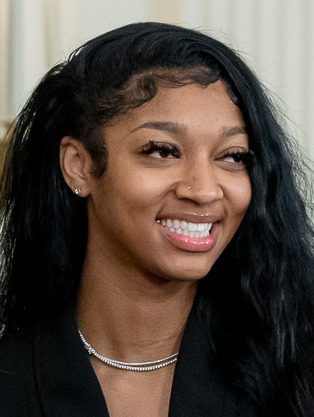
2023

- 2023Campionato NCAA Division I

LSU Tigers: 2023
- Big Ten Conference

Maryland Terrapins: 2021

### Individuale
- NCAA Basketball Tournament Most Outstanding Player (2023)
- SEC Player of the Year (2024)
- McDonald's All-American (2020)